# Triade de Thèbes

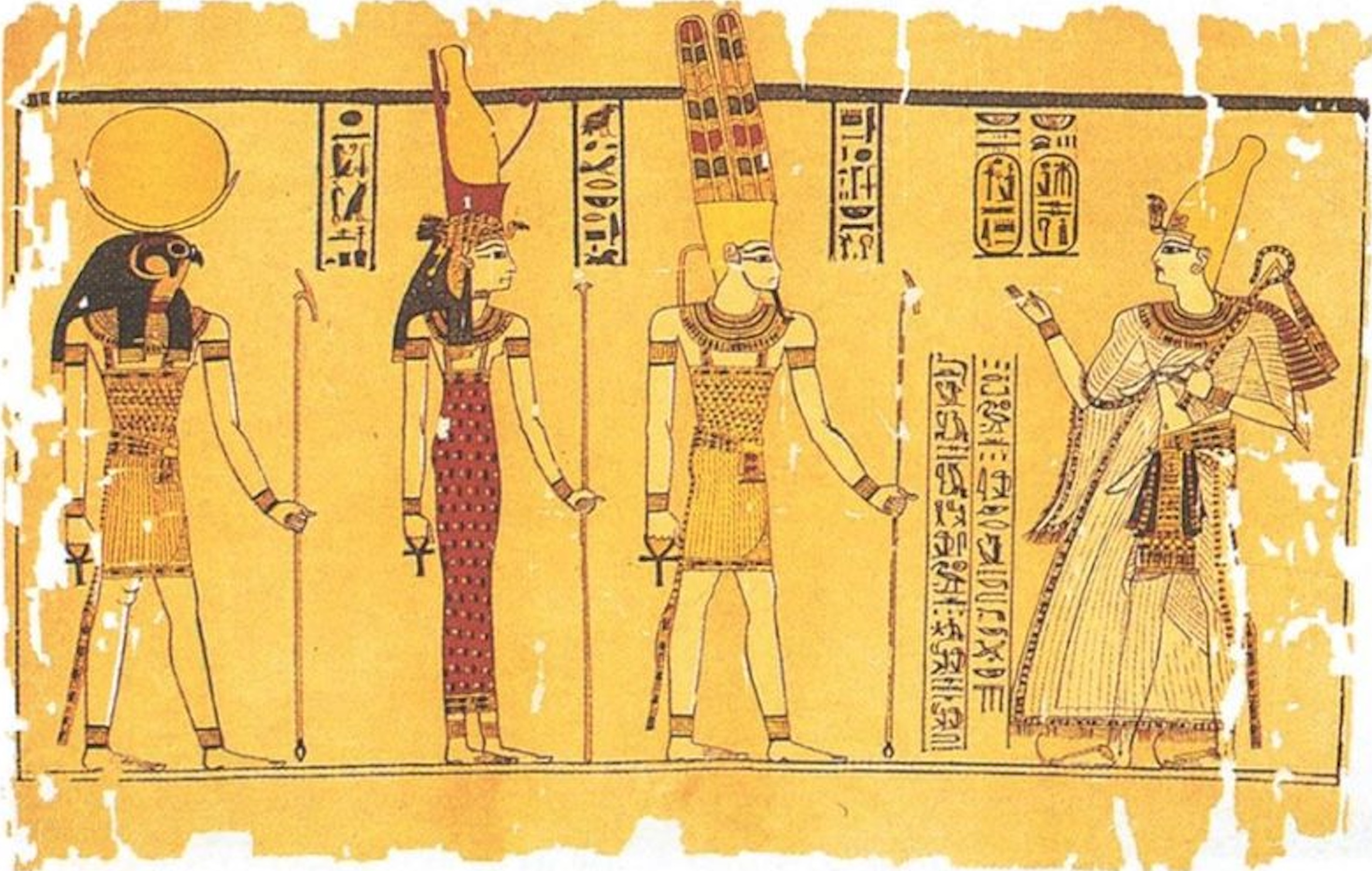
Ramsès III (droite) devant la triade de Thèbes, du papyrus Harris. Image tirée de l’ouvrage À la recherche de l’Égypte oubliée (p. 91) par Jean Vercoutter.

La triade de Thèbes est un ensemble composé de trois  dieux de la mythologie égyptienne adorés dans la ville antique de Thèbes.
| Amon | Amon | Amon | Amon | Amon    | Amon |  |  | Mout | Mout | Mout | Mout | Mout | Mout |
| Amon | Amon | Amon | Amon | Amon    | Amon |  |  | Mout | Mout | Mout | Mout | Mout | Mout |
|      |      |      |      |         |      |  |  |      |      |      |      |      |      |
|      |      |      |      | Khonsou |      |  |  |      |      |      |      |      |      |

Les trois divinités sont :
- Amon (Le caché), époux de Mout et père de Khonsou
- Mout (La mère), femme d'Amon et mère de Khonsou
- Khonsou (Le voyageur), fils d'Amon et de Mout